# Bertha van Westerburg
Bertha van Westerburg  († 24 maart 1418), Duits: Bertha von Westerburg, was een Duitse adellijke vrouw uit het Huis Runkel en door huwelijk gravin van Nassau-Wiesbaden-Idstein.

## Biografie
Bertha was de dochter van heer Johan I van Westerburg en Kunigunde van Sayn, dochter van graaf Johan II van Sayn en Elisabeth van Gulik. Bertha huwde in 1374 met graaf Walram IV van Nassau-Wiesbaden-Idstein (1348 of 1354 – 7 november 1393). Bertha's betovergrootvader Hendrik I ‘het Kind’ van Hessen was ook een betovergrootvader van Walram. Bertha's betovergrootmoeder Agnes van Isenburg-Limburg was een zuster van Imagina van Isenburg-Limburg, de echtgenote van rooms-koning Adolf van Nassau. Die laatste twee waren de overgrootouders van Walram. Bertha's betovergrootmoeder Richardis van Gelre was een kleindochter van Otto I van Gelre. Die was ook een oudgrootvader van Walram.
Walram regeerde sinds 1370 samen met zijn oudste broer Gerlach II en na diens dood alleen. Hij overleed in 1393 toen de kinderen nog minderjarig waren. Wie daarna de voogdij over de kinderen voerde, wordt niet vermeld. Het is daarom onbekend of Bertha de voogdij voerde. Evenmin is bekend wie als regent van het graafschap optrad.

## Grafmonument

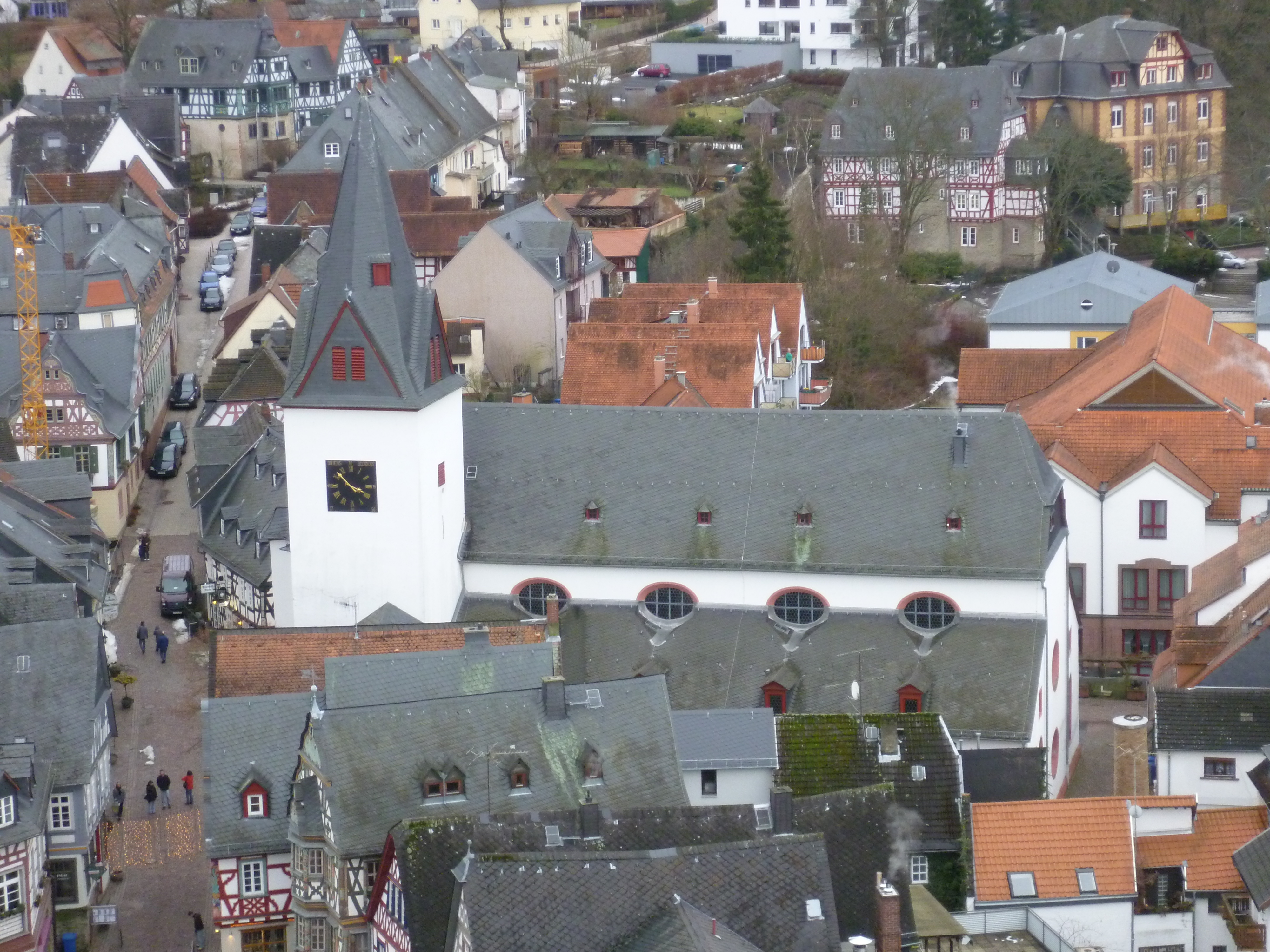
De Uniekerk te Idstein

Bertha overleed op 24 maart 1418 en werd begraven in de Uniekerk te Idstein. Het grafmonument is sinds de restauratie van de kerk in 1665 verdwenen. Van het grafmonument resteert nog slechts een tekening van Heinrich Dors uit zijn in 1632 gepubliceerde Epitaphienbuch. De grafsteen lag in het koor links van het hoogaltaar, bij de muur. De tekening toont de volledige biddende vrouwenfiguur in een brede mantel onder een kielboog, met twee wapenschilden in het bovenste deel en de grafinscriptie rond de rand. De inscriptie luidt: “Anno · d(omi)ni · m · cccc · xviii · vff / des · heyligen · crist · abent · ist · vorgangen · die · / edle · frawe · frawe · ber/the · von · westerbourg · grefin · zu · nassa[uwe] · cui(us) · a(n)i(m)a · requiesc[at] · i(n) · pace”.

## Kinderen
Uit het huwelijk van Bertha en Walram werden de volgende kinderen geboren:
1. Adolf II (1386 – 26 juli 1426), volgde zijn vader op.
2. Margaretha († na 1432), huwde op 27 augustus 1398 met graaf Hendrik VII van Waldeck-Waldeck († na 30 april 1442).

## Voorouders
| Voorouders van Bertha van Westerburg | Voorouders van Bertha van Westerburg                                                 | Voorouders van Bertha van Westerburg                                       | Voorouders van Bertha van Westerburg                                       | Voorouders van Bertha van Westerburg                                       | Voorouders van Bertha van Westerburg                                       | Voorouders van Bertha van Westerburg                                                    | Voorouders van Bertha van Westerburg                                       | Voorouders van Bertha van Westerburg                                        |
| ------------------------------------ | ------------------------------------------------------------------------------------ | -------------------------------------------------------------------------- | -------------------------------------------------------------------------- | -------------------------------------------------------------------------- | -------------------------------------------------------------------------- | --------------------------------------------------------------------------------------- | -------------------------------------------------------------------------- | --------------------------------------------------------------------------- |
| Betovergrootouders                   | Hendrik I van Westerburg (?–1288) ⚭ vóór 1267 Agnes van Isenburg-Limburg (?–na 1319) | ? (?–?) ⚭ ? (?–?)                                                          | Filips II van Falkenstein (?–1291/93) ⚭ vóór 1270 Gisela (?–na 1285)       | ? (?–?) ⚭ ? (?–?)                                                          | Godfried I van Sayn (?–1282/84) ⚭ vóór 1259 Jutta van Isenburg (?–1314)    | Hendrik I ‘het Kind’ van Hessen (1244–1308) ⚭ vóor 1263 Adelheid van Brunswijk (?–1274) | Willem IV van Gulik (?–1278) ⚭ 1250 Richardis van Gelre (?–1293/98)        | Godfried van Brabant (?–1302) ⚭ vóór 1280 Johanna van Vierzon (?–vóór 1296) |
| Overgrootouders                      | Siegfried van Westerburg (?–1316) ⚭ Adelheid (?–?)                                   | Siegfried van Westerburg (?–1316) ⚭ Adelheid (?–?)                         | Filips IV van Falkenstein (?–na 1327) ⚭ na 1310 Johanna (?–na 1347)        | Filips IV van Falkenstein (?–na 1327) ⚭ na 1310 Johanna (?–na 1347)        | Johan I van Sayn (?–1324) ⚭ 1287 Elisabeth van Hessen (1269/70–1293)       | Johan I van Sayn (?–1324) ⚭ 1287 Elisabeth van Hessen (1269/70–1293)                    | Gerhard V van Gulik (?–1328) ⚭ 1299 Elisabeth van Brabant (?–1349/55)      | Gerhard V van Gulik (?–1328) ⚭ 1299 Elisabeth van Brabant (?–1349/55)       |
| Grootouders                          | Reinhard II van Westerburg (?–1353) ⚭ 1331 Bertha van Falkenstein (?–1342)           | Reinhard II van Westerburg (?–1353) ⚭ 1331 Bertha van Falkenstein (?–1342) | Reinhard II van Westerburg (?–1353) ⚭ 1331 Bertha van Falkenstein (?–1342) | Reinhard II van Westerburg (?–1353) ⚭ 1331 Bertha van Falkenstein (?–1342) | Johan II van Sayn (?–na 1360) ⚭ 1330 Elisabeth van Gulik (?–na 1364)       | Johan II van Sayn (?–na 1360) ⚭ 1330 Elisabeth van Gulik (?–na 1364)                    | Johan II van Sayn (?–na 1360) ⚭ 1330 Elisabeth van Gulik (?–na 1364)       | Johan II van Sayn (?–na 1360) ⚭ 1330 Elisabeth van Gulik (?–na 1364)        |
| Ouders                               | Johan I van Westerburg (?–1370) ⚭ vóór 1355 Kunigunde van Sayn (?–na 1383)           | Johan I van Westerburg (?–1370) ⚭ vóór 1355 Kunigunde van Sayn (?–na 1383) | Johan I van Westerburg (?–1370) ⚭ vóór 1355 Kunigunde van Sayn (?–na 1383) | Johan I van Westerburg (?–1370) ⚭ vóór 1355 Kunigunde van Sayn (?–na 1383) | Johan I van Westerburg (?–1370) ⚭ vóór 1355 Kunigunde van Sayn (?–na 1383) | Johan I van Westerburg (?–1370) ⚭ vóór 1355 Kunigunde van Sayn (?–na 1383)              | Johan I van Westerburg (?–1370) ⚭ vóór 1355 Kunigunde van Sayn (?–na 1383) | Johan I van Westerburg (?–1370) ⚭ vóór 1355 Kunigunde van Sayn (?–na 1383)  |